# IC 1343
IC 1343 — галактика типу S (спіральна галактика) у сузір'ї Козоріг.
Цей об'єкт міститься в оригінальній редакції індексного каталогу.